# Iteroparität
Iteroparität bezeichnet in der Biologie eine Fortpflanzungsstrategie, bei der sich ein Organismus mehrfach im Laufe seines Lebens fortpflanzt. Der Begriff stammt aus dem Lateinischen: iterare bedeutet „wiederholen“, parere „hervorbringen“ oder „gebären“.
Im Gegensatz dazu steht die Semelparität, bei der die Fortpflanzung nur ein einziges Mal im Leben erfolgt, in vielen Fällen gefolgt vom Tod des Individuums.

## Biologische Merkmale
Iteropare Arten zeichnen sich durch folgende Eigenschaften aus:
- wiederholte Reproduktion in mehreren Lebensphasen,
- meist längere Lebensdauer als semelpare Arten,
- höhere Überlebenswahrscheinlichkeit nach einer Reproduktion,
- flexible Nutzung von Ressourcen zwischen Fortpflanzung, Wachstum und Überleben,
- häufig mit Brutpflege oder elterlicher Betreuung der Nachkommen verbunden.

Diese Strategie gilt insbesondere in wechselhaften oder unvorhersehbaren Umweltbedingungen als vorteilhaft, da der Reproduktionserfolg über mehrere Zeitpunkte verteilt werden kann.

## Beispiele
Iteroparität ist in vielen Tier- und Pflanzenarten verbreitet:
- Säugetiere: Mensch, Reh, Wildschwein
- Vögel: Amsel, Storch, Albatros
- Fische: Kabeljau, Hecht
- Amphibien und Reptilien: Erdkröte, Sumpfschildkröte
- Mehrjährige Pflanzen: Rotbuche, Kulturapfel, Löwenzahn

## Abgrenzung zur Semelparität
Im Unterschied zur Iteroparität investieren semelpare Arten alle verfügbaren Ressourcen in eine einzige Fortpflanzungsphase. Ein typisches Beispiel ist der pazifische Lachs. Diese Strategie ist unter Bedingungen sinnvoll, in denen:
- Fortpflanzung mit sehr hohem Energieaufwand verbunden ist,
- günstige Umweltbedingungen selten auftreten,
- elterliche Betreuung keine Rolle spielt.[3]

## Evolutionäre Aspekte
Die Frage, ob sich Iteroparität oder Semelparität in einer Population evolutionär durchsetzt, hängt unter anderem von Lebenserwartung, Mortalität und Umweltstabilität ab.
Der Evolutionsbiologe Lamont C. Cole formulierte 1954 das sogenannte Cole’sche Paradoxon: Demnach müsste eine semelpare Art nur ein einziges zusätzliches Nachkommen pro Fortpflanzung hervorbringen, um den gleichen Reproduktionserfolg wie eine iteropare Art zu erreichen.
Spätere Studien, etwa von George C. Williams und Eric Charnov gemeinsam mit William Schaffer, zeigten jedoch, dass unter realistischen Bedingungen (z. B. altersabhängiger Mortalität) Iteroparität häufig vorteilhaft ist.